# Bârzava (okręg Harghita)
Bârzava (węg. Csíkborzsova) – wieś w Rumunii, w okręgu Harghita, w gminie Frumoasa. W 2011 roku liczyła 621 mieszkańców.